# فريدريك فستر
كان فريدريك فستر (23 نوفمبر 1925 - 2 نوفمبر 2003) عالمًا كيميائيًا ألمانيًا وخبيرًا في مجال علم البيئة.

## روابط خارجية
- فريدريك فستر على موقع مونزينجر (الألمانية)